# 5959 Shaklan
5959 Shaklan è un asteroide della fascia principale del diametro medio di circa 19,94 km. Scoperto nel 1989, presenta un'orbita caratterizzata da un semiasse maggiore pari a 3,1852377 UA e da un'eccentricità di 0,1021525, inclinata di 17,86050° rispetto all'eclittica.